# 일본견

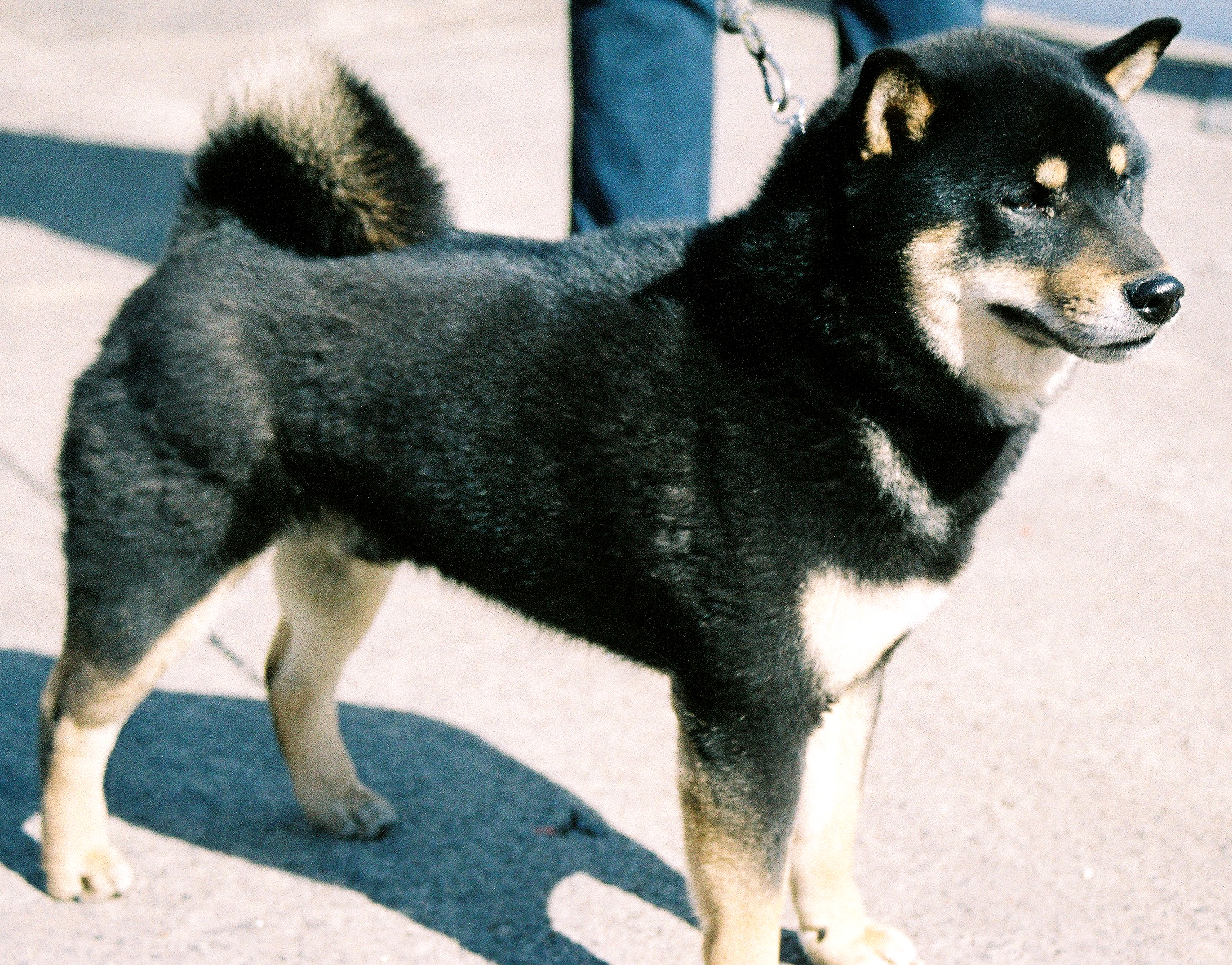
시바견

일본견(일본어: 日本犬 니혼켄[*])은 예로부터 일본에 기원을 둔 개의 총칭이다. 대표적인 예로 들으면 시바견, 아키타견이 있고 독일에서 개량된 일본 스피츠가 있고 소형견인 친도 존재한다.